# Good Morning Revival
Albums de Good Charlotte
The Chronicles of Life and Death
(2004) Greatest Remixes
(2008)
Good Morning Revival est le quatrième album du groupe de punk rock du Maryland Good Charlotte. L'album de la bande de Joel et de Benji Madden a voulu créer un retour aux sources de leur premier album Good Charlotte en revenant dans leur premier studio et en ayant comme producteur Don Gilmore qui leur avait produit leur premier album. C'est dans cette atmosphère que sort le 19 mars 2007 dans le monde entier ce dernier opus.
Le premier titre de ce nouvel Opus est Keep your hands off my girl, un titre qui est musicalement parlant bien structuré avec des paroles écrites par Joel et Benji. La production des chansons restent cependant au nom de Good Charlotte, Billy et Paul apportant eux aussi beaucoup au groupe sur le morceau de Keep your hands off my girl grâce aux nouveaux effets de la basse de Paul et aux arrangements de Billy Martin. Benji et Joel ont choisi comme 2e titre The River, un morceau plus rock et plus dans l'esprit de Good Charlotte et les frères Madden ont décidé en accord avec Billy Martin et Paul Thomas de collaborer avec Synister Gates et M.Shadows pour ce morceau. Le single qui suivit fut Dance Floor Anthem (I Don't Wanna Be In Love) qui devint la chanson la plus populaire de l'album, atteignantla vingt-cinquième place du Billboard Hot 100. Les quatrièmes singles furent Where Would We Be Now en Amérique du Nord et Misery dans le reste du monde. Le tournage du clip de Where Would We Be Now n'eut pas lieu à la dernière minute puisque la petite-amie Nicole Richie du chanteur du groupe, Joel Madden, accoucha. La chanson fut néanmoins diffusée à la radio. Le clip de Misery est une vidéo où l'ont voit Good Charlotte en concert en Australie, à Sydney.

## Liste des pistes
1. Good Morning Revival - 0:57
2. Misery - 3:47
3. The River (feat M. Shadows & Synyster Gates) - 3:13
4. Dance Floor Anthem - 4:02
5. Keep Your Hands Off My Girl - 4:31
6. Victims Of Love - 3:42
7. Where Would We Be Now  - 3:54
8. Break Apart Her Heart - 3:12
9. All Black - 4:16
10. Beautiful Place - 3:48
11. Something Else - 3:18
12. Broken Hearts Parade - 3:12
13. March On - 3:10
14. Keep Your Hands Off My Girl (Broken Spindles Remix, Japanese Bonus Track) - 4:31
15. Face The Strange (Japanese Bonus Track) - 2:56

## Musiciens
- Joel Madden : chant (leader)
- Benji Madden : guitare & chant (add.)
- Billy Martin : guitare
- Dean Butterworth : batterie
- Paul Thomas : basse